# Fogdiver
Fogdiver è il primo album in studio del gruppo musicale tedesco The Ocean, pubblicato il 1º settembre 2003 dalla Make My Day Records.

## Tracce
Testi e musiche di Robin Staps e The Ocean.
1. Fogdiver – 3:46
2. Endusers – 3:10
3. The Melancholy Epidemic – 8:43
4. Isla de la Luna – 9:01
5. The Long Road to Nha Trang – 5:17

## Formazione
Gruppo
- Jonathan Heine – basso
- Lena Bretschneider – violino
- Torge Liessmann – batteria
- Rebekka Mahnke – violoncello
- Robin Staps – strumentazione restante

Produzione
- Hannes Schulze – registrazione, missaggio
- Alex Hornbach – registrazione
- Robin Staps – registrazione, missaggio
- Michael Schwabe – mastering